# Reichsitalien
Als Reichsitalien oder Königreich Italien (lateinisch regnum Italicum, auch lateinisch regnum Italiae) wird der von den Herrschern des Heiligen Römischen Reiches beanspruchte Teil Italiens im Mittelalter und der Frühen Neuzeit bezeichnet. Seit Otto I. versuchten die römisch-deutschen Kaiser, ihre Herrschaftsansprüche im Gebiet des alten Langobardenreichs in Oberitalien durchzusetzen. Diese Form der Italienpolitik war mit dem Ende der Staufer (Ende des 13. Jahrhunderts) faktisch vorbei. Bis zur Auflösung des Heiligen Römischen Reiches 1806 bestand das Königreich Italien aber offiziell weiter und die Kaiser blieben Lehensherren für eine Reihe von Territorien.

## Mittelalter

### Entstehung

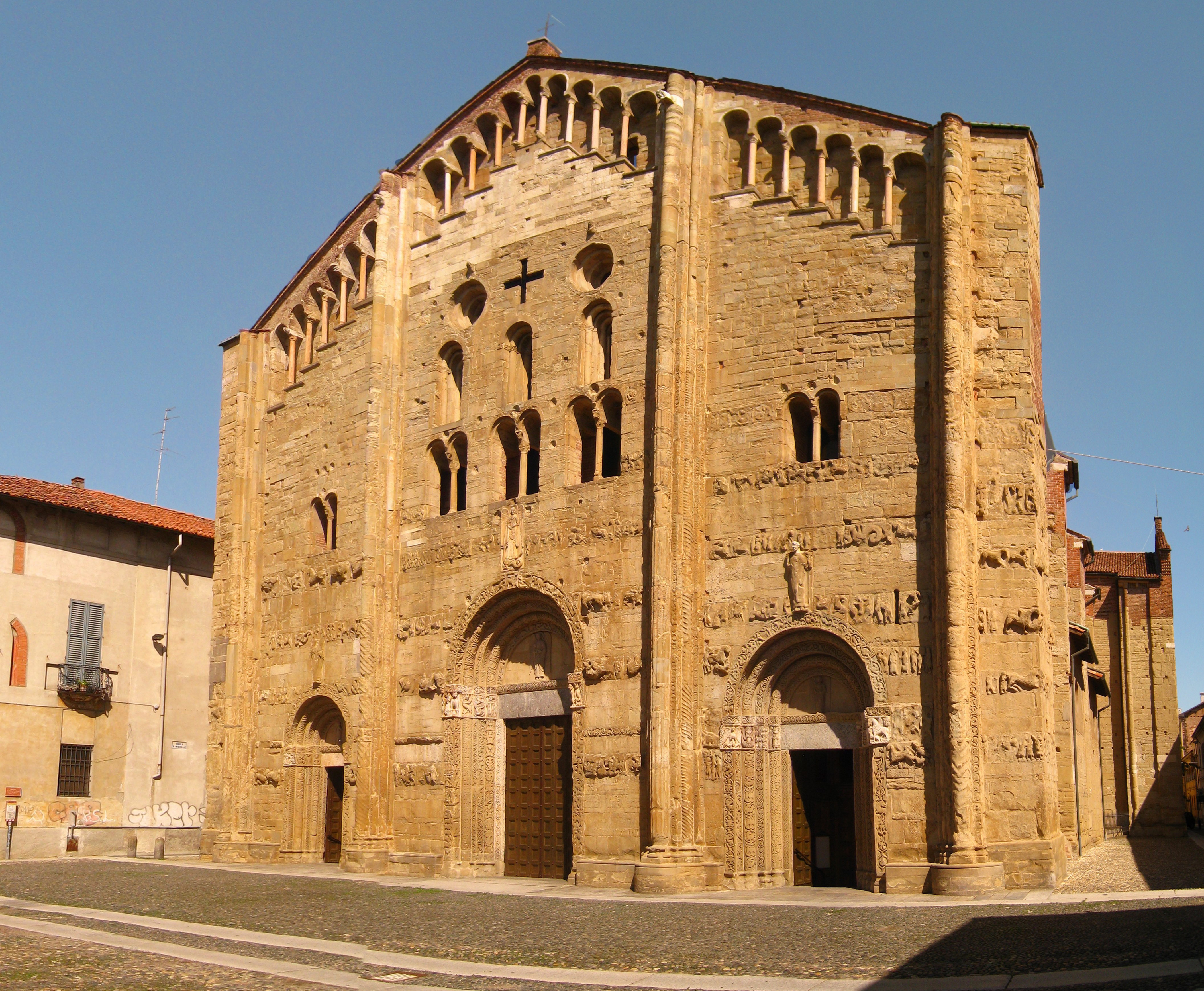
Die Basilika San Michele Maggiore in Pavia, wo die Könige von Italien gekrönt wurden.

Das 568 gegründete Langobardenreich war von Karl dem Großen 774 erobert und mit dem Frankenreich vereint worden. Nach dem Niedergang des Karolingerreichs wurde es vom Ende des 9. bis zur Mitte des 10. Jahrhunderts von lokalen Herrschern, sogenannten Nationalkönigen, regiert, die dem in die Lombardei eingewanderten fränkischen Adel entstammten.
Der römisch-deutsche König Otto I. heiratete in Pavia im Oktober 951 Adelheid von Burgund, die Witwe des italienischen Königs Lothar II., und übernahm von ihr die langobardische Königskrone, die Eiserne Krone, die seit Ende der Völkerwanderung die Herrschaft über die Langobarden symbolisierte. Adelheid hatte ihn gegen die usurpatorischen Nachfolger ihres Mannes, Berengar II. und dessen Sohn Adalbert, zu Hilfe gerufen, nachdem sie sich geweigert hatte, Adalbert zu heiraten. Berengar unterwarf sich und wurde Lehnsnehmer König Ottos. Dieser verband dadurch das Ostfrankenreich (bzw. das schließlich entstehende römisch-deutsche Reich) mit dem italienischen Königreich (regnum Italiae).
Damit begann die Italienpolitik der römisch-deutschen Herrscher des Mittelalters, die sich oft recht problematisch gestaltete, da eine Herrschaftsausübung aus der Ferne nicht möglich war und man sich stets auf vorhandene, lokale Strukturen stützen oder der Herrscher vor Ort anwesend sein musste, was mehr oder weniger effektiv war. Die Macht der Kaiser stützte sich insbesondere auf die Ernennung von Bischöfen und die Vergabe von Grafenrechten an diese. Das „Reichskirchensystem“ war weniger leistungsfähig als in Deutschland. Im Vergleich zum Reich nördlich der Alpen war die weltliche Macht der Bischöfe eng begrenzt, nicht zuletzt weil der Einfluss der seit dem 10. Jahrhundert entstehenden Stadtgemeinden wuchs. Diese begannen bereits seit der Wende zum 11. Jahrhundert eigenmächtig zu handeln. Auch der frühe italienische Adel stand in einer relativ lockeren Verbindung zum Kaiser. Führende Territorialherren in Oberitalien waren die Arduine in den Markgrafschaften Turin und Susa, die Markgrafen von Ivrea, die Aleramiden, die Obertenghi, die diversen Grafschaften in Trient und Friaul, die Markgrafen von Verona, die Grafen von Canossa in der Emilia-Romagna, die Bonifacier und Bosoniden in der Markgrafschaft Tuscien und die Herzöge von Spoleto.

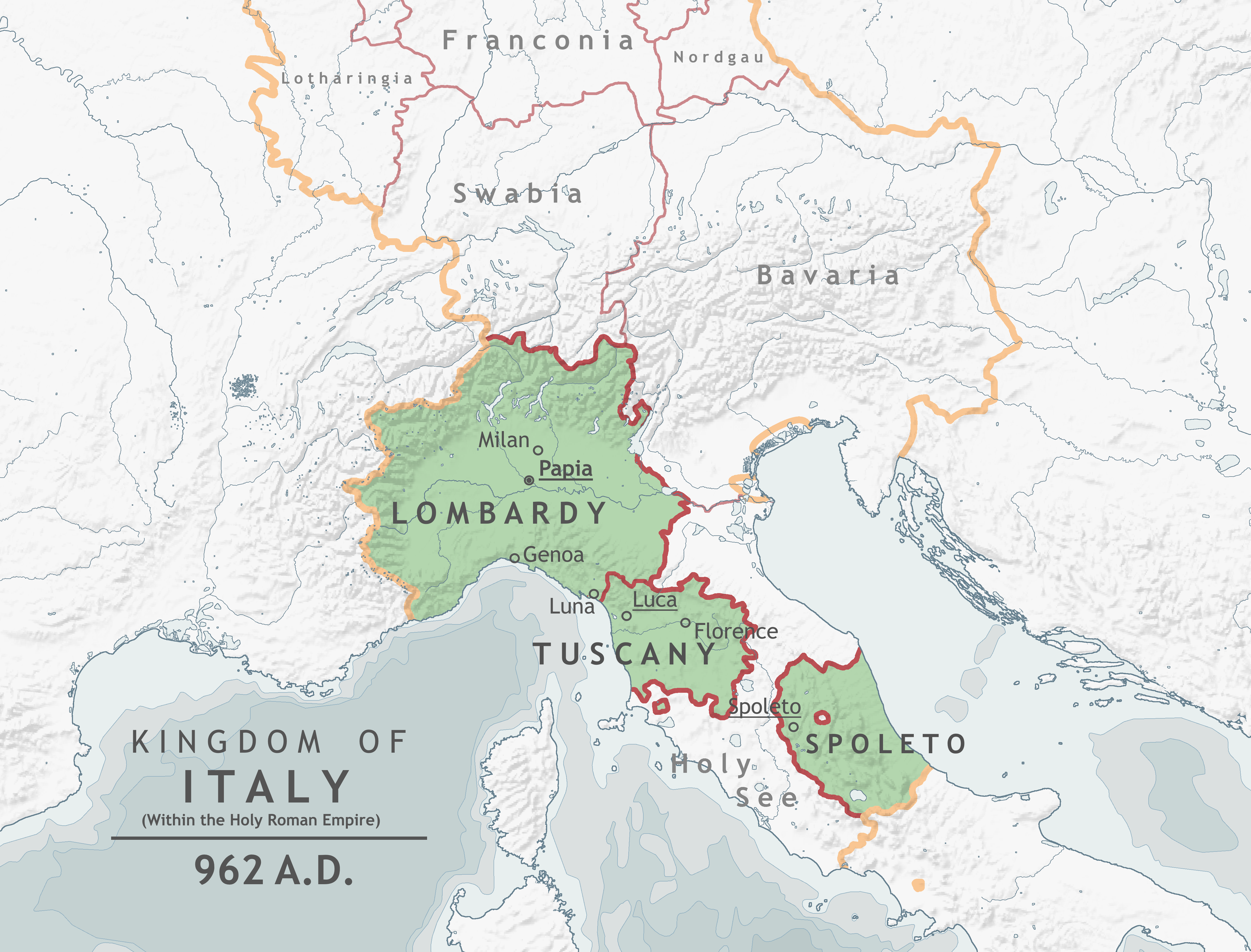
Königreich Italien (781–1014)

Nach dem Tod Ottos III. war die kaiserliche Macht in Italien geschwächt, so dass sich Arduin von Ivrea zum König von Italien wählen lassen konnte. Trotz verschiedener Feldzüge Heinrichs II. konnte Arduin zunächst nicht besiegt werden; erst Bischof Leo von Vercelli gelang dies. Konrad II. bemühte sich, die Herrschaft wiederherzustellen. Er versuchte, die Großen für sich zu gewinnen und bekämpfte auch das Räuberunwesen. Innerhalb Italiens hatte sich ein Gegensatz zwischen den Großen (capitanei), die ihr Land bereits erblich besaßen, als Fahnlehen des Heiligen Römischen Reiches, und den kleinen Lehensleuten (valvassores) entwickelt, die ebenfalls bestrebt waren, ihre Lehen zu erblichem Besitz zu machen. Es kam zu Aufständen der valvassores. Konrad entschied 1037 mit der Constitutio de feudis zugunsten der valvassores, die seither ihre Lehen ebenfalls erblich besaßen.

### Stauferzeit
Mit dem Investiturstreit geriet das Reichskirchensystem in Italien in die Krise. Die Städte begannen hingegen an Macht zu gewinnen, vor allem aufgrund ihrer wirtschaftlichen Leistungsfähigkeit. Die Kaiser Friedrich I. und Heinrich VI. bemühten sich um die Erneuerung der kaiserlichen Macht in Reichsitalien, worauf sich die oberitalienischen Städte im Lombardenbund organisierten. Beide Herrscher mussten einen erheblichen Teil ihrer Regierungszeit in Italien verbringen. Bei ihrer Abwesenheit wurden sie durch Legaten vertreten. Friedrich I. versuchte 1158 auf dem Reichstag von Roncaglia, die Herrschaft über die Städte in Oberitalien wieder zu gewinnen und insgesamt die Verhältnisse zugunsten des Kaisers neu zu ordnen. Er versuchte, die vom Papst beanspruchten Mathildischen Güter für das Reich zurückzugewinnen. Er beanspruchte die Zahlung ausstehender Steuern, drängte auf Pfalzen in den Städten und versuchte, die Regalien, die sich meist in Verfügung der Städte befanden, fiskalisch und politisch zu nutzen. Friedrich wollte durch die Investitur der kommunalen Magistrate die Kontrolle der Kommunen verstärken. All dies führte aber zum Widerstand der lombardischen Städte wie auch des Papstes. Schließlich musste der Kaiser 1177/1183 die Wahl der Bürgermeister anerkennen.

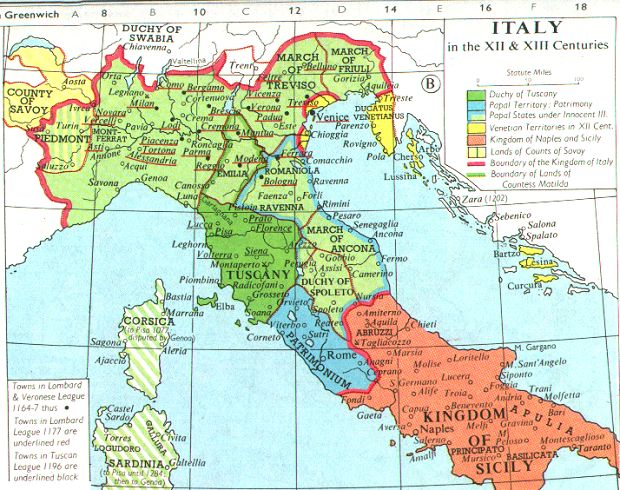
Italien im 12./13. Jahrhundert

Sein Enkel Friedrich II. konnte die kaiserliche Macht in Italien erneut festigen. Er begann die Herrschaftsstrukturen denen des Königreichs Sizilien anzugleichen. In unterworfenen Städten setzte er Bürgermeister ein. In Reichsitalien wurden zehn Generalvikariate eingerichtet. Die Leitung übernahmen Vertraute aus Süditalien oder Mitglieder der kaiserlichen Familie. Die Vikare verfügten über einen Beamtenstab und unterstanden dem Kaiser bzw. dessen Sohn Enzio von Sardinien, der seit 1239 Generallegat für Italien war. Das aus dem sizilianischen Großgericht hervorgegangene Hofgericht war auch für Reichsitalien zuständig. Den Bestrebungen Friedrichs II. setzte der Lombardische Bund erheblichen Widerstand entgegen, der zur Niederlage des Kaisers in der Schlacht bei Fossalta führte.
Mit dem Tod Friedrichs II. brach die staufische Herrschaft in Reichsitalien 1250 zusammen.
Der kaiserliche Besitz in Italien, vor allem in Oberitalien, zerfiel seit dem Hochmittelalter in zahlreiche Lehen des Reiches. Darunter waren zehn größere Gebiete und etwa 250 kleinere Lehen. Nach den Reichsstatuten war der Erzbischof von Köln als Reichserzkanzler für Italien zuständig. Allerdings verlor das Amt bereits im Hochmittelalter an politischer Bedeutung.
In Bezug auf die inneritalienische Politik war das Mittelalter durch den Konflikt zwischen Ghibellinen und Guelfen, also den Anhängern des Kaisers beziehungsweise des Papstes, geprägt. In dieser politischen Fehde standen sich je nach Vorherrschaft der einen oder anderen Partei ganze Städte und Regionen gegenüber, aber auch die Familien und Notablen der einzelnen Stadtstaaten.

### Spätmittelalter

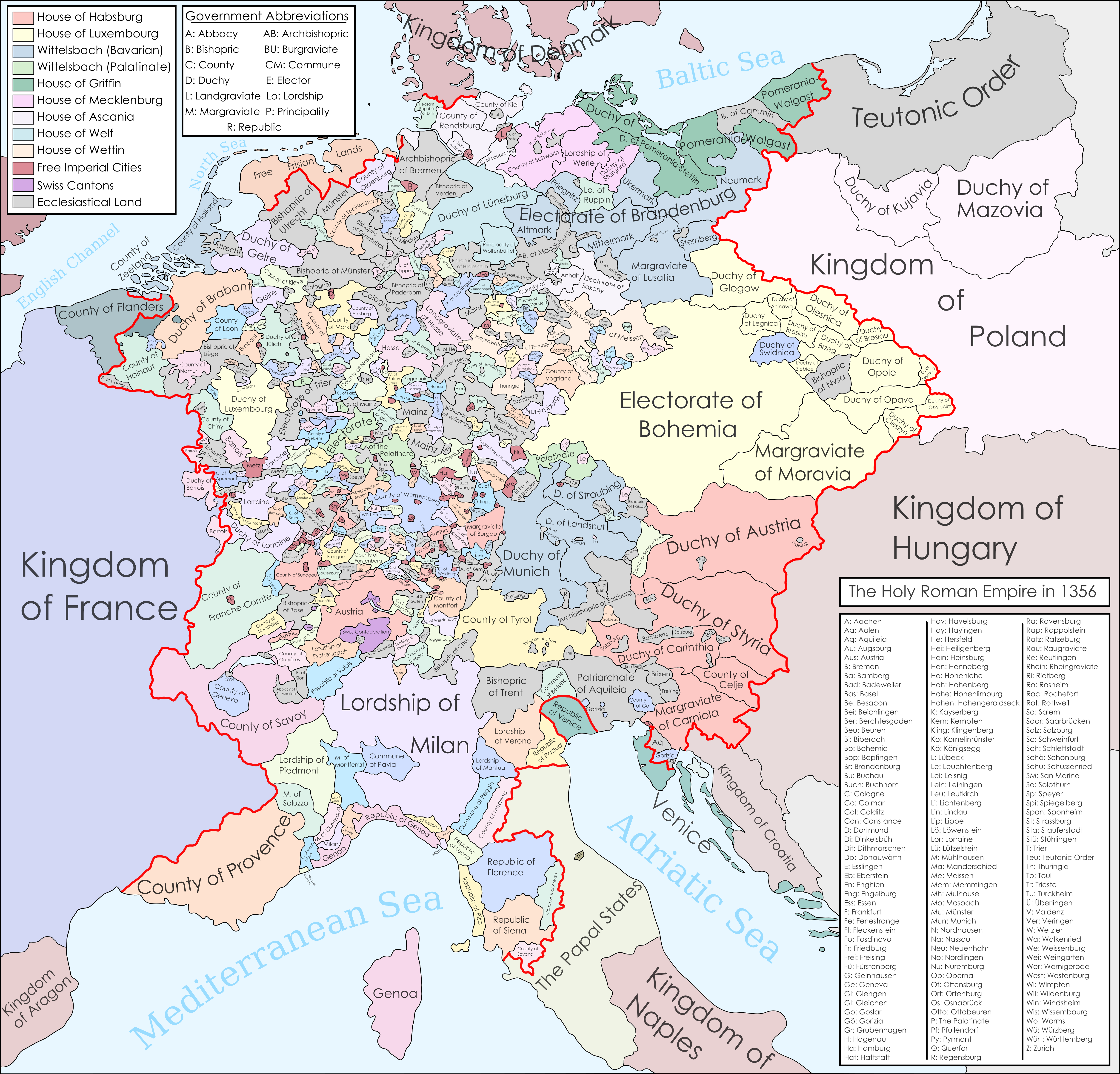
Das kaiserliche Italien innerhalb des Heiligen Römischen Reiches im Jahr 1356.

Die kaiserliche Präsenz in Form der Italienzüge wurde nach dem Ende der Staufer geringer. Das schwache Königtum in Deutschland in den Zeiten des Interregnums war nicht in der Lage, die Macht des Reiches in Italien aufrechtzuerhalten. Allerdings blieb Reichsitalien bis in das 14. Jahrhundert hinein für das Reich von großer Bedeutung, vor allem aufgrund der starken Finanzkraft der Kommunen, die die römisch-deutschen Könige seit dem Hochmittelalter versucht haben zu nutzen. König Heinrich VII. versuchte während seines Italienzuges 1310–1313 noch einmal letztlich vergeblich, Reichsitalien zu befrieden und der kaiserlichen Macht zu unterwerfen. Immerhin erlangte er 1312 als erster König nach Friedrich II. die Kaiserkrönung und setzte die Visconti für Mailand und andere Signori als Reichsvikare ein. Er starb im August 1313 in Italien während eines geplanten Feldzugs gegen das Königreich Neapel, ohne sein Hauptziel erreicht zu haben.
Die nachfolgenden römisch-deutschen Könige verzichteten hingegen weitgehend auf eine Italienpolitik alten Stils. Ludwig der Bayer hat sich 1328 in Rom in Abwesenheit des Papstes, mit dem er in Konflikt lag, krönen lassen. Karl IV. unternahm als römisch-deutscher König zwei Italienzüge (1355 sowie 1368/69), wobei ihm der erste die Kaiserkrone einbrachte. Seine Italienpolitik beschränkte sich darauf, kaiserliche Privilegien gegen Bezahlung an italienische Städte und Signorien zu vergeben. Der päpstliche Versuch, die Verfügungsgewalt über Reichsitalien zu erlangen, scheiterte allerdings ebenfalls. König Ruprecht brach 1401 seinen Italienzug, mit dem er die Ordnung der Verhältnisse und seine Kaiserkrönung anstrebte, mangels finanzieller Mittel ab.
Durch die Eroberung der Terraferma durch Venedig seit dem 14. Jahrhundert gingen weite Gebiete Reichsitaliens verloren. Im 15. Jahrhundert wurde Reichsitalien zu einer eher peripheren Region des Reiches. Allerdings spielte noch Maximilian I. dort zumindest zeitweise eine relativ aktive Rolle. Im Großen Venezianerkrieg wollte er die verlorengegangen Gebiete zurückgewinnen.

## Frühe Neuzeit

### Entwicklung

Karl V. erneuerte die kaiserliche Macht in Oberitalien

Maximilian und sein Enkel Karl führten ab 1494 zehn Kriege gegen Frankreich um Reichsitalien, bevor Karls Sohn Philipp II. von Spanien 1559 den Frieden von Cateau-Cambrésis abschließen konnte. Karl V. konnte dank seiner ihm zur Verfügung stehenden Ressourcen zahlreiche Reichsrechte wiederherstellen. Er war auch der letzte Kaiser, der sich von einem Papst krönen ließ (1530 in Bologna). Im Jahr 1531 kam es zu einer Reichsexekution gegen die aufsässige Stadtrepublik Florenz zugunsten der Medici und ihrer Wiedereinsetzung. Diese wurden mit dem Herzogtum Toskana belehnt. Im Jahr 1555 erfolgte eine weitere Reichsexekution gegen die Republik Siena, deren Gebiet dem Herzogtum Toskana zugeschlagen wurde. Gegen den Zugriffsversuch des Papstes wurde das Herzogtum 1569 zum Großherzogtum Toskana erhoben.
Als die österreichischen Habsburger nach der Abdankung Karls V. die Kaiser stellten, ergab sich das Problem, dass sie selbst zunächst über kein italienisches Territorium verfügten. Die spanischen Habsburger als stärkste Macht in Italien bedrohten daher auch kaiserliche Rechte. Dies war einer der Gründe, derentwegen Kaiser Ferdinand I. sich weigerte, Philipp II. das geforderte Reichsvikariat über Italien zu übergeben. Insbesondere zur Zeit Rudolfs II. waren die kleinen Reichslehen durch das spanisch beherrschte Mailand bedroht.
Der Mantuanische Erbfolgekrieg (1628–1631) war ein Konflikt, bei dem Ferdinand II. gegen den Widerstand Frankreichs versuchte, das Herzogtum Mantua als erledigtes Lehen einzuziehen und neu zu verleihen. Umgekehrt versuchte Frankreich, die kaiserliche Lehensordnung in Reichsitalien zu beseitigen. Im Dreißigjährigen Krieg war Reichsitalien ein Nebenkriegsschauplatz. Da der Krieg zwischen Spanien und Frankreich bis 1659 fortdauerte, blieben auch die spanischen Besitzungen in Reichsitalien umstritten, und der Kaiser als Lehnsherr griff mehrfach militärisch ein. Vergeblich versuchte Philipp IV. 1653/1654, sich die Lehnshoheit über Reichsitalien übertragen zu lassen.
Mit dem Nachlassen der spanischen Macht und dem wachsenden französischen Einfluss am Ende des 17. Jahrhunderts, insbesondere seit der Zeit Leopolds I., begann der Hof in Wien damit, den kaiserlichen Einfluss in Italien wieder zu stärken. Italien wurde ein weiteres Standbein der Großmacht Österreich. Leopold I. und Joseph I. bezogen beträchtliche Geldsummen aus Reichsitalien für ihre Kriege.
Während des Spanischen Erbfolgekrieges versuchte der bourbonische spanische König Philipp V., die Lehnshoheit für Spanien in Anspruch zu nehmen. Tatsächlich leisteten ihm 1702 einige Fürsten den Vasalleneid. Nach der Schlacht von Turin setzte sich der Kaiser militärisch durch. Unter dem Plenipotentiar Castelbarco wurde Reichsitalien zu einem lehnsrechtlichen „Experimentierfeld.“ Für einige Herren und Städte erwies es sich als attraktiv, vom Kaiser die Investitur zu erhalten. Andere taten dies nur widerwillig. Insgesamt nutzte die kaiserliche Seite die Gelegenheit nach dem Sieg, um kaiserliche Lehen zu sammeln und umstrittene Gebiete für sich zu reklamieren. Es wurden Abgaben eingetrieben. Gegen unbotmäßige Herrscher ging Wien mit harter Hand vor. Die Herrscher von Mantua, Mirandola und Piombino und einige kleinere Herren verloren ihre Lehen. Allerdings folgte das Vorgehen häufig der Logik des Krieges und nicht einer Systematik. Im Übrigen war die Lehenspolitik zwar eine für den Kaiser vorteilhafte Sache, lässt sich aber nur bedingt als Politik zur Stärkung des Reiches verstehen.
Kaiser Leopold I. erkaufte die Gefolgschaft des Herzogs von Savoyen Viktor Amadeus II. mit der Abtretung eines Teils des Herzogtums Mailand und der Reichslehen in der Langhe. Wegen Ansprüchen von Reichslehen im Kirchenstaat kam es 1708 zu dem letztlich ergebnislosen Comacchiokrieg zwischen Papst Clemens XI. und dem Kaiser Joseph I. Dieser anachronistische Konflikt, der die Aufmerksamkeit von Leibniz oder Lodovico Antonio Muratori erregte, erinnerte an die Auseinandersetzungen zwischen Kaiser und Papst im Mittelalter. Ohne Unterstützung durch die Franzosen musste der Papst letztlich nachgeben. Am Ende des Spanischen Erbfolgekrieges fielen dann die meisten spanischen Besitzungen in Oberitalien, insbesondere das Herzogtum Mailand, an die österreichischen Habsburger.
Unter Karl VI. wurde die Italienpolitik fortgesetzt. Allerdings verlor das Kaisertum an Ansehen, dabei spielte der korrupte und für Italien zuständige Spanische Rat eine wichtige Rolle. Es gab sogar Pläne, Reichsitalien ganz vom Reich zu trennen und ein Reich unter Oberhoheit des Papstes zu schaffen.
Bedroht und militärisch umkämpft war die österreichische Vorherrschaft in Oberitalien während des Polnischen Erbfolgekrieges und nach dem Tod Karls VI. im Österreichischen Erbfolgekrieg. In diesem Zusammenhang griff Ludwig XV. 1744 die Idee von der Trennung Reichsitaliens vom Reich auf, scheiterte damit aber am Widerstand Karl Emanuels III. von Sardinien. Im Frieden von Aachen von 1748 wurde die Lehnshoheit des Reiches über Reichsitalien bestätigt.
Bereits seit 1737 war das Großherzogtum Toskana im Besitz von Franz Stephan von Lothringen, dem Ehemann Maria Theresias, der es nach dem Aussterben der Medici durch den Frieden von Wien in einem großen Länder- und Gebietstausch zugesprochen bekam. Damit hatte Österreich weiter an Macht in Norditalien gewonnen, während die spanischen Bourbonen ihre Herrschaft über Süditalien festigten. Der habsburgisch-bourbonische Gegensatz endete auch in Italien mit dem französisch-österreichischen Bündnis von 1756. Joseph II. versuchte, die inzwischen verlorengegangenen kaiserlichen Rechte in Reichsitalien wieder geltend zu machen.
Mit dem Ausgreifen des republikanischen Frankreichs nach Italien, der Gründung von französischen Tochterrepubliken und letztlich mit dem Ende des Heiligen Römischen Reiches 1806 endete die Geschichte Reichsitaliens. Formell bestimmte der Frieden von Campo Formio zwischen Österreich und Frankreich vom 17. Oktober 1797 im Geheimartikel XI, dass die Lehensherrlichkeit der deutschen Kaiser in Italien ihr Ende fand.

### Lage und Zusammensetzung

Schematischer Überblick über Reichsitalien um 1789. Die meisten kleinen Lehen sind nicht sichtbar

Im Großen und Ganzen erstreckte sich Reichsitalien von der französischen und Schweizer Grenze bis an die Grenze der Republik Venedig sowie im Süden bis an die Grenze des Kirchenstaates. In diesem Gebiet gab es aber auch Territorien, auf die andere Mächte Ansprüche erhoben oder die sich als völlig unabhängig verstanden. Im Jahr 1731 bestanden in der Lombardei noch dreizehn Reichslehen. Darunter waren Mailand, Mantua, Montferrat, Mirandola und die Fürstentümer der Gonzaga, wie das Herzogtum Guastalla. In Ligurien gab es noch 19 Lehen darunter Gebiete der Familie Doria. Hinzu kamen 20 bononesische Reichslehen. Darunter Modena, Ferrara, Gebiete der Spinola und der Doria. Des Weiteren bestanden zehn Lehen in der Toskana, darunter Florenz, Piombino, Sorano und Comacchio. Hinzu kamen elf tirnisanische Reichslehen. Als Reichsstädte gehörten auch Lucca und Genua de jure zu Reichsitalien. Allerdings hat Genua die Reichszugehörigkeit bestritten und die Institutionen der Reichsjustiz nicht anerkannt. Diesen Schritt hat das Reich nicht bestätigt. Savoyen mit Piemont gehörten zumindest bis zur Erhebung zum Königtum in gewissem Sinne zu Reichsitalien. Das Land hatte insofern eine Sonderrolle, weil es zum oberrheinischen Reichskreis gehörte und Sitz sowie Stimme im Reichstag hatte.
Zu unterscheiden ist zwischen den großen Territorien und den kleinen Lehen. Gegenüber ersteren waren die kaiserlichen Durchgriffsmöglichkeiten eng beschränkt. Anders sah dies im Fall der kleinen Lehen aus. Diese bildeten im engeren Sinn Reichsitalien. Die Kaiser waren bemüht, diese vor den benachbarten größeren Staaten zu schützen. Notfalls waren sie aber aus übergeordneten Erwägungen bereit, auf ihre Rechte zu verzichten. So verzichtete Karl VI. zugunsten des Königreichs Sardinien 1735 auf die Lehen in der Langhe. Unterschiede gab es auch in Hinblick auf die Lehnsvergabe. Während die großen Lehen mit großem Zeremoniell durch den Kaiser selber vergeben wurden, geschah dies bei den kleineren durch den Reichshofrat.

### Reichsrechtlicher Status
Die lehnsrechtliche Beziehung zwischen den italienischen Territorien und dem Kaiser blieben bis zum Ende des Heiligen Römischen Reiches im Jahre 1806 bestehen. Verfassungsrechtlich ging das Königreich Italien einen anderen Weg als der Kern des Reiches. Die Bestimmungen des Ewigen Landfriedens ab 1495 galten für Reichsitalien nicht. Sie wurden auch nicht in die Reichskreisordnung integriert. Die Städte und Fürsten Reichsitaliens hatten keine Rechte in der Reichsverfassung. Der Kaiser war zwar auch König von Italien, aber einen Einfluss auf die Wahl hatten die Kommunen und Territorien nicht. Die Kaiser erhoben zwar verschiedene italienische Familien in den Reichsfürstenstand. Diese hatten aber weder Sitz noch Stimme auf dem Reichstag, weshalb die Erhebungen keine reichsrechtlichen Folgen hatten. Auch eine italienische Ständeversammlung gab es nicht. Damit gab es keine Basis für eine spezifisch italienische Gesetzgebung. Diese Entwicklung des Spätmittelalters und der Frühen Neuzeit steht im Gegensatz zur Zeit bis in das 14. Jahrhundert, als Reichsitalien das Gebiet mit der intensivsten kaiserlichen Gesetzgebung gewesen war. Im Ergebnis war Italien das am wenigsten verdichtete europäische Königreich.
Der Reichshofrat als oberste Lehnsbehörde war für Reichsitalien die wichtigste Behörde des Reiches. Auch diente der Reichshofrat als oberstes Gericht. Die Zahl der Fälle war so groß, dass dort eigens eine besondere Abteilung (lateinische Expedition) geschaffen wurde, die sich ausschließlich mit Reichsitalien beschäftigte. Seit 1651 stand der lateinischen Expedition ein Reichshofratssekretär vor. Dem Reichshofrat zugeordnet war ein Reichshoffiskal, vergleichbar einem Staatsanwalt, dessen Aufgabe es unter anderem war, entfremdete Reichsrechte ausfindig zu machen. Daneben spielte auch die Reichshofkanzlei eine wichtige Rolle. Deren lateinische Abteilung war in starkem Maße mit Fragen Reichsitaliens befasst. Reichsitalien war grundsätzlich eine Sache des Kaisers, aber auch die Reichsstände, insbesondere die Kurfürsten, beanspruchten Mitspracherecht. Mehrfach waren italienische Angelegenheiten auch Thema des Reichstages.
Es existierte seit langem das Amt des Reichsvikars. Dieses war zuständig für einen Teil der italienischen Lehen und wurde an einen einheimischen Fürsten übertragen. Es war aber insofern problematisch, weil die Inhaber die Stellung weniger zum Nutzen des Kaisers als vielmehr zugunsten ihrer eigenen Interessen nutzten. Der Plan eines Generalvikariats mit weit gefassten Kompetenzen, wie dies etwa Philipp II. von Spanien im 16. oder die Herzöge von Savoyen im 18. Jahrhundert anstrebten, wurde daher nie verwirklicht. Allerdings konnte Savoyen bereits seit dem 14. Jahrhundert für sein Territorium die Erblichkeit des Amtes durchsetzen und behauptete seit dem 16. Jahrhundert eine Vorrangstellung.
Stattdessen entsandten die Kaiser vorübergehende Kommissare. Da sich auch diese Art der Einflussnahme als nur begrenzt wirkungsvoll erwies, wurde ein einziger Generalkommissar für ganz Reichsitalien ernannt. Diese kaiserliche Vertretung seit dem 17. Jahrhundert und insbesondere ab 1715 war der Plenipotentiar. Der Plenipotentiar hatte zunächst seinen Sitz in Mailand, seit Karl VI. befand sich dieser bis 1801 in Pisa. Erstmals gab es damit eine für ganz Reichsitalien zuständige Zentralbehörde im Land selbst.